# Трибориды
Трибориды — подгруппа бинарных неорганических соединения металла и бора с общей формулой MeB3. Входит в группу боридов и относится к высшим боридам.
Как правило, образуют кристаллы
гексагональной сингонии.
Валентность металла может быть разной и, согласно номенклатуре ИЮПАК, отражается в названии соединения путем присоединения необходимой приставки, указывающей число атомов металла в формуле, к обозначению металла.

## Примеры
- Триборид гептародия — Rh7B3
- Триборид гептарутения — Ru7B3
- Триборид диосмия — Os2B3
- Триборид дирутения — Ru2B3
- Триборид тетраникеля — Ni4B3